# Kloskant

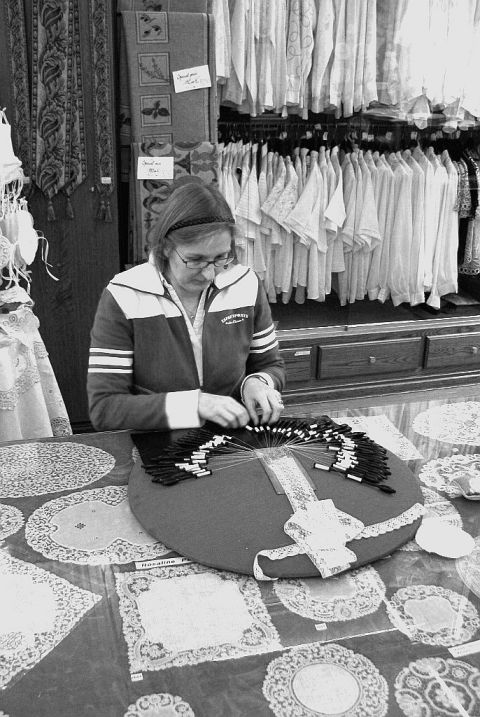
Een vrouw geeft in Brugge een demonstratie op een rond kantkussen.

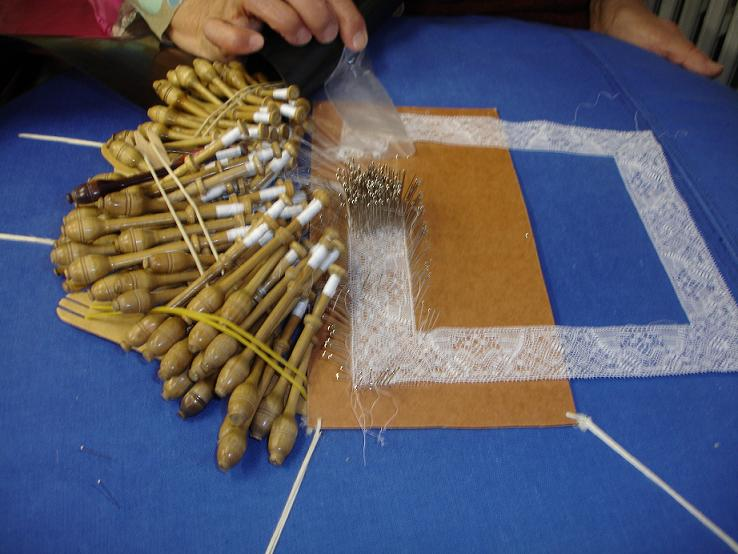
Binche

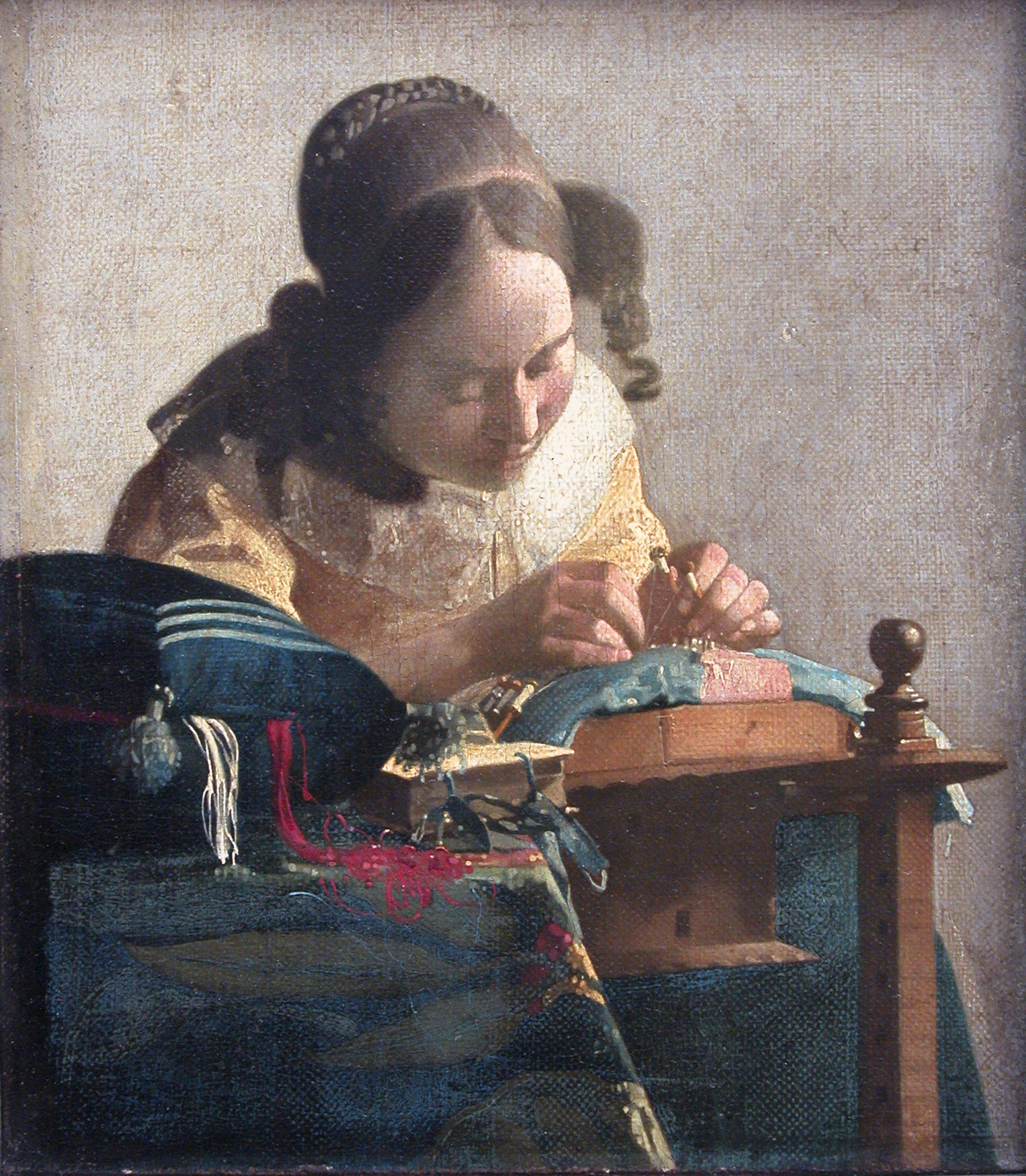
De kantwerkster, geschilderd door Johannes Vermeer

Kloskant is een artistiek kunstmatig handgemaakt weefsel, gemaakt met katoenen garens die gevlochten worden volgens een getekend patroon. Elke draad wordt opgewonden per paar klossen, die door spelden worden vastgezet op een kantkloskussen. Kloskant kent zijn oorsprong in Europa, en heeft tot doel het versieren van ander textiel. Er zijn een groot aantal varianten en toepassingen wetenschappelijk beschreven en onderzocht. 

## Beknopte geschiedenis
De techniek van het kantklossen bestaat in Europa al eeuwenlang; vele kantsoorten vinden hun oorsprong in de West-Europese renaissance. Kant manueel vervaardigen is zeer bewerkelijk en dus kostbaar, en was daarom in het verleden alleen bereikbaar voor de zeer rijken. 
In België bestond een bloeiende kantnijverheid, en werd het vak onderwezen in kantscholen. De patronen van de kant volgden de mode zeer strikt, in alle stijlsoorten werden patronen getekend, die uitgevoerd werden op bestelling. De werkomstandigheden van textielarbeiders waren in de 19e eeuw bedroevend, ook voor vele kantwerksters was dit niet anders. Zij werkten veelal in vochtige kelders omdat de fijne linnen draden erg snel breken als zij te droog worden. 

## Techniek
Het is mogelijk om kantklossen te leren uit boeken, maar er worden ook nog steeds cursussen gegeven. Sinds de tweede helft van de 20e eeuw is het professioneel klossen geëvolueerd naar een recreatieve activiteit. Het klosje dient als voorraad en heeft een soort steeltje waaraan het vastgepakt wordt. De klosjes worden altijd in paren gebruikt, die over het gehele werk bij elkaar blijven behoren. Een ervaren kantklosser kan werken met honderden klosjes tegelijk, die zeer snel om elkaar heen geslagen worden. Na het maken van een aantal slagen wordt een speld in het patroon gestoken, wat het vlechtwerk op zijn plaats houdt. Als een klosje leeg raakt, wordt er opnieuw draad omheen gewonden, dat aan het uiteinde van de oude draad wordt vastgeknoopt. Het knoopje wordt met een fijne schaar zo kort mogelijk afgeknipt.

## Soorten en streken
Er bestaan tientallen verschillende soorten kant, die kunnen worden ingedeeld naar herkomst, techniek of stijlperiode. Vaak zijn de kantsoorten ook verwant aan elkaar. De basistechniek is de linnenbinding en er zijn vlechten. Verder zijn er diverse traliesoorten, ook wel gronden genoemd.
Er zijn twee hoofdtechnieken:
- Kant met doorlopende draad: met 40 tot 300 paren wordt alles geklost, van boven naar beneden.
- Kant in delen: hierbij worden smalle bandjes geklost, die in zigzag- of spiraal- of bloemvorm een vlak bedekken. Eventueel wordt daarna nog een opvulling voor de tussenruimte geklost.

Iedere stad en iedere streek had vroeger zijn eigen patronen en zijn eigen manier van werken met bijbehorende variaties van kantkloskussens en klossen. Men herkent daardoor aan de kant vaak de streek waar hij is gemaakt. Beverse kant heet dus zo omdat de techniek afkomstig is uit Beveren, niet omdat het alleen in Beveren gemaakt zou worden.
Kantsoorten worden genoemd naar de techniek of het patroon. Een typisch kenmerk is het patroon van de tule of "grond": de opvulling van de tussenruimte, die men al heel vroeg ook machinaal, in smalle stroken kon maken en waarop dan ingewikkelde losse stukken werden vastgezet.
Vaak worden contouren gemaakt om het werk wat reliëf te geven met een dikkere draad, maar ook reliëf op andere manieren maken is mogelijk. Rosaline kan bijvoorbeeld gepareld worden.
In Noordwest-Europa wordt het patroon bevestigd op een groot plat kussen. Rolkussens worden gebruikt als er lange stroken kant gemaakt moeten worden, blokkussens voor grote patronen. In België en Nederland zijn klosjes meestal van beukenhout en hebben ze een bolletje aan het einde voor het gewicht en zijn ze ongeveer tien centimeter lang. In Portugal zijn ze dubbel zo groot en veel zwaarder, omdat daar met dikke garens op rolkussens wordt gewerkt. In Engeland zijn ze recht en flinterdun en hebben ze soms kraaltjes voor het gewicht. Daar werkt men met flinterdun garen, onder andere Honitonkant.
Brussel was lange tijd een belangrijk centrum voor kloskant. Getuige hiervan is de 18e-eeuwse sprei in Brabantse kloskant die in die stad werd vervaardigd.

## Duur cadeau
Keizerin Maria Theresia was een grote fan van het Vlaams kant, en had graag een japon gehad in kant. In 1743 werd een oproep gedaan en vrijwillig werkende dames klosten toen een japon voor de keizerin. Ter gelegenheid van haar inhuldiging van de Staten van Vlaanderen kreeg keizerin Maria Theresia in 1744 een groot kanten kleed volledig uitgevoerd in Mechelse kant. Als dank voor dit gebaar poseerde de keizerin in de kanten japon voor Martin van Meytens, die een staatsieportret maakte, dat de keizerin aan de stad Gent schonk. Op het portret zijn ook duidelijk stroken Brussels kant te herkennen. Het origineel portret hangt in het stadhuis van Gent, er werd een kopie gestuurd naar Brugge.